# Лорис-Меликово
Ло́рис-Ме́ликово — село в Называевском районе Омской области, административный центр Лорис-Меликовского сельского поселения.
Основано в 1885 году.
Население: 516 (2010).

## Физико-географическая характеристика
Село расположено в 22 км к востоку от города Называевска.
Село расположено в северной лесостепи в пределах Ишимской равнины, относящейся к Западно-Сибирской равнине. В окрестностях — берёзовые колки, в понижениях местности — небольшие болотца, к западу от села — болото Пешниха. Почвы — лугово-чернозёмные солонцеватые и солончаковые. Высота над уровнем моря 120 м.
По автомобильным дорогам расстояние до районного центра города Называевск — 22 км, до областного центра города Омск — 190 км. У села проходит региональная автодорога Называевск — Тюкалинск.
Климат
Климат умеренный континентальный (согласно классификации климатов Кёппена-Гейгера — тип Dfb). Среднегодовая температура положительная и составляет +0,8° С, средняя температура самого холодного месяца января −18,1 °C, самого жаркого месяца июля +19,0° С. Многолетняя норма осадков — 401 мм, наибольшее количество осадков выпадает в июле — 67 мм, наименьшее в марте — по 13 мм.
Часовой пояс
Лорис-Меликово, как и вся Омская область, находится в часовой зоне МСК+3. Смещение применяемого времени относительно UTC составляет +6:00.

## История
Основано переселенцами из Пензенской, Полтавской и Черниговской губернии в 1885 году. Первоначально называлось Дунаевка (по фамилии землевладельца). Затем переименован в честь дворянина М. Т. Лорис-Меликова. В советский период образован колхоз имени Ленина.

## Население
| 1926 | 2002 | 2010 |
| ---- | ---- | ---- |
| 1149 | ↘728 | ↘516 |